# Gooderham and Worts
 (janvier 2021).
Si vous disposez d'ouvrages ou d'articles de référence ou si vous connaissez des sites web de qualité traitant du thème abordé ici, merci de compléter l'article en donnant les références utiles à sa vérifiabilité et en les liant à la section « Notes et références ».

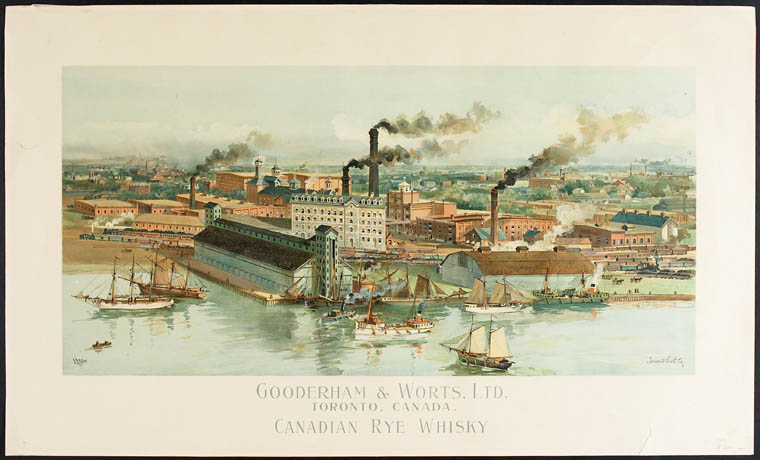

Gooderham and Worts est une distillerie canadienne historique dont certains des bâtiments, parmi lesquels le Gooderham Building, situés dans le quartier de Toronto aujourd'hui connu sous le nom de Distillery District, sont classés au patrimoine historique du Canada.
Elle a été fondée par James Worts et William Gooderham. En 1832